# Iván Martí Vidal
Iván Martí Vidal (nacido el 24 de mayo de 1980 en Alfarrasí, Valencia) es un astrónomo español. Está al frente de varios proyectos de observación de supernovas y agujeros negros supermasivos. Los resultados de algunos de estos proyectos han tenido repercusión mediática, tras ser anunciados en notas de prensa de instituciones como el European Southern Observatory, el Joint Institute for VLBI in Europe o el National Radio Astronomy Observatory (National Science Foundation):
- La imagen de la radiosupernova más joven[1][2]

- Detección de una «indigestión» en un agujero negro[3][4][5]

- Descubrimiento de potentes campos magnéticos en las inmediaciones de un agujero negro supermasivo[6][7][8]

Además de estar al frente de estos trabajos, también ha sido colaborador en otros proyectos que captaron la atención de los medios:
- ALMA revela una gran factoría de polvo en una supernova[9][10][11] (primer autor: R. Indebetouw)

- Imagen de LOFAR, record en resolución, muestra a los astrónomos una nueva visión de la galaxia M82[12][13] (primer autor: E. Varenius)

- Espectaculares misterios revelados por una supernova[14][15] (primer autor: M. A. Pérez-Torres)

- Campaña de alta resolución de ALMA (primer autor: E. Fomalont),[16] con la que se han obtenido imágenes de planetas en formación,[17] un anillo de Einstein en una lejana galaxia,[18] el asteroide (3) Juno,[19] etc.

- Chorros gemelos de un agujero negro señalan al corazón de su galaxia anfitriona.[20]

- Observan la erupción producida por un agujero negro al desgarrar una estrella.[21]

- Primera imagen de un agujero negro (resultados del Event Horizon Telescope).[22]

## Reseña biográfica

### Nacimiento e infancia
Nació el 24 de mayo de 1980. Pasó su infancia y adolescencia en Alfarrasí (Valencia).

### Comienzos
Finalizó los estudios de Licenciatura en Física (Universidad de Valencia) en 2002 y su doctorado (Unanimus cum Laude) en 2008. Tras leer su tesis, la Fundación Alexander von Humboldt le concedió una beca postdoctoral de dos años, en el Instituto Max Planck de Radioastronomía (MPIfR) de Bonn (Alemania). Después de su estancia en Bonn, ganó una plaza fija como astrónomo de plantilla en el Observatorio Espacial de Onsala, como miembro de uno de los nodos del Centro Regional Europeo del telescopio ALMA.

### Siguiente etapa
Trabaja en varios proyectos internacionales de observación de objetos como radio-supernovas (RSNe), núcleos activos de galaxias (AGN) o atmósferas estelares. Colabora también en proyectos como el Phasing Project de ALMA, una parte esencial del Event Horizon Telescope, el primer instrumento que permitirá captar la imagen directa de la sombra de un agujero negro (la fotonesfera), relacionada con el radio de Schwarzschild.
Ha desarrollado técnicas avanzadas de procesamiento y análisis de datos en interferometría, como la calibración de polarización mixta (necesaria para el funcionamiento del Phasing Project de ALMA) o la polarimetría diferencial dual (aplicada por primera vez para captar la señal del campo magnético más próximo a un agujero negro).
Ha publicado artículos en revistas internacionales como Astronomy & Astrophysics, The Astrophysical Journal, Monthly Notices of the Royal Astronomical Society, o Science (fuente: ISI Web of Science).
Entre sus colaboradores, cuenta con astrofísicos como Irwin Shapiro, David Jauncey, Phil Diamond o Jon Marcaide.

### Software libre
- Ha desarrollado el complemento Análisis de Observabilidad del simulador planetario Stellarium.

- Es autor de APSYNSIM, un simulador de síntesis de apertura con finalidad docente.

## Premios y reconocimientos
- Premio ROTARY Valencia-centro al fomento del trabajo experimental en Física (1999)
- Premio RSEF-FBBVA al mejor artículo de Enseñanza de la Física (2011)